# CX 30 Radio Nacional
CX30 Radio Nacional es una emisora  de radio de Uruguay de programación de generalista.

## Creación
Fue creada en la víspera de la conmemoración del Centenario de la Declaratoria de la independencia, impulsada por Angélica Silva, quien cuatro años más tarde, se convertiría en la primera mujer uruguaya en salir al aire en una emisora.
En 1939 la emisora se muda a la Avenida 18 de Julio 1764 y allí se instala la primera fonoplatea radial del Uruguay.
El 1 de marzo de 1945 nuevamente decide mudarse, esta vez al entrepiso del Palacio Salvo ese mismo día, asisten a la inauguración de esta segunda fonoplatea, el presidente de la República, Juan José de Amézaga y el embajador de Estados Unidos William Dawson.
1 de abril de 1948 se crea la Organización Radioemisoras Orientales S.A quien estaría a cargo de su operación, junto con las también emisoras CX30 Radio Nacional y Radio América.
En la década del 60 las presencias rioplatenses, las orquestas, los radioteatros, como las transmisiones deportivas, así como las internacionales, fueron de las más destacadas en la programación del dial.

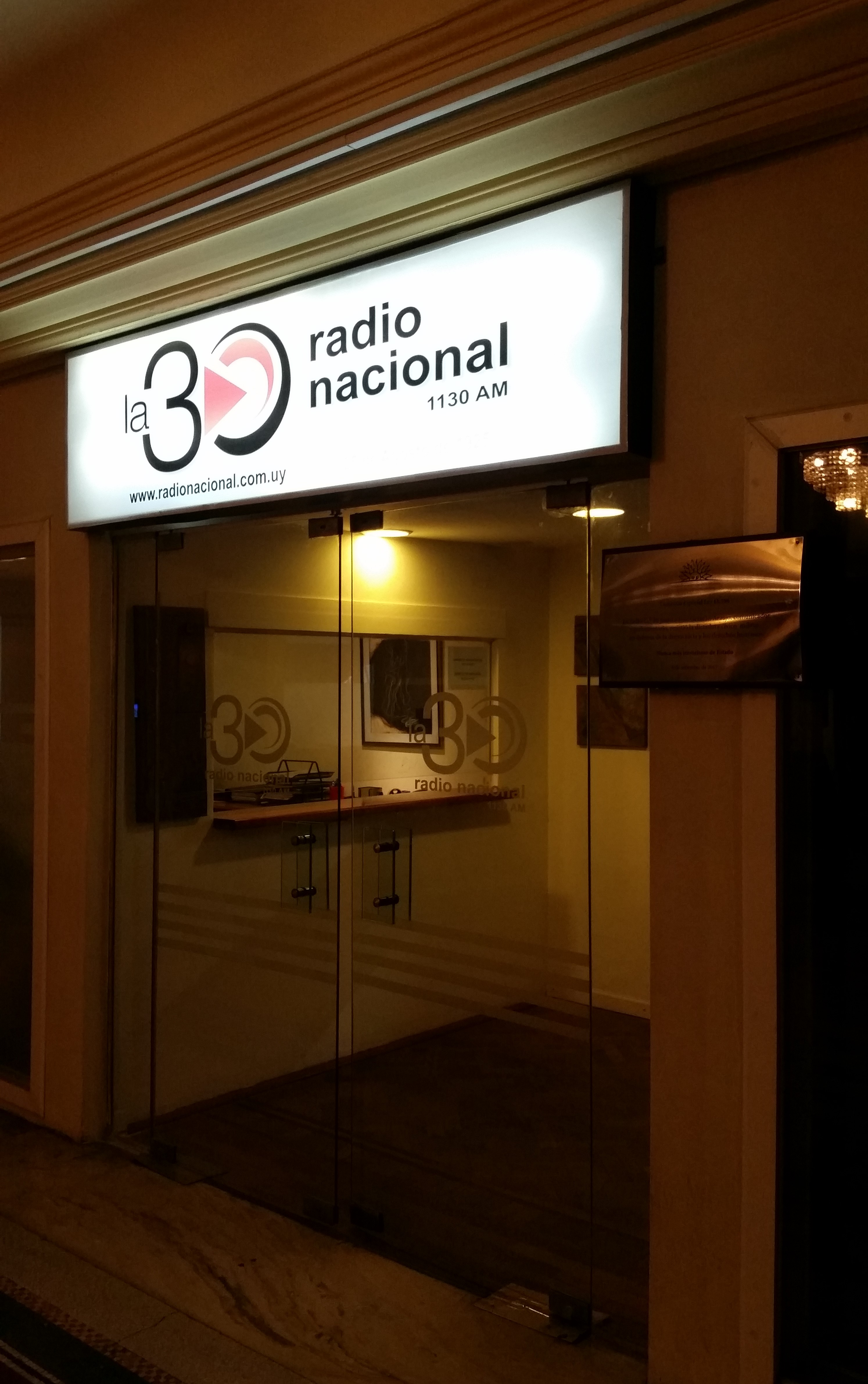
Estudios de Radio Nacional, en el entre piso del Palacio Salvo, con una placa recordatoria.

En febrero de 1973 Germán Araújo se hace cargo de la programación radial, trasladando toda la programación generalista a Radio América para continuar la programación de Radio Nacional con una programación absolutamente periodística, la cual no estaría ajena a diferentes prohibiciones y censuras por parte del gobierno en mayo de 1973 decide prohibir la utilización de la denominación “Radio Nacional” por entenderse que podría confundirse con una emisora oficial del SODRE, debido a esta prohibición pasa a llamarse “La Radio”.
Ese año, La Radio, transmitiría las secciones del Parlamento, debido a no poder transmitirlas en directo, se debió instalar por  en la oficina del senador Wilson Ferreira un espacio de transmisión para que los periodistas con sus respectivos auriculares escucharan las declaraciones de los diputados para luego repetirlas a los oyentes. 
El 27 de junio de 1973 transmite la última sesión del parlamento ante la disolución  del mismo y el inicio de la dictadura cívico- militar. En septiembre la emisora, es sancionada y debe cesar sus emisiones por una semana, la sanción fue por difundir las noticias del Golpe de Estado en Chile de 1973 y el asesinato de Salvador Allende. Aun así, era de las radios líderes en audiencia.
La radio, cumplió un rol muy importante de resistencia durante la dictadura cívico-militar, como también el triunfo del no, durante el plebiscito constitucional de 1980.

### Clausura y cese de emisión
En octubre de 1983 el gobierno de facto aplica una sanción de advertencia por no  irradiar el Himno Nacional, y en noviembre es clausurada durante treinta días, durante la sanción su el periodista Germán Araújo inicia  una huelga de hambre.
En diciembre de 1983 al transmitir en vivo las convenciones del Partido Colorado y del Partido Nacional es clausurada de forma definitiva y cesan sus emisiones.   

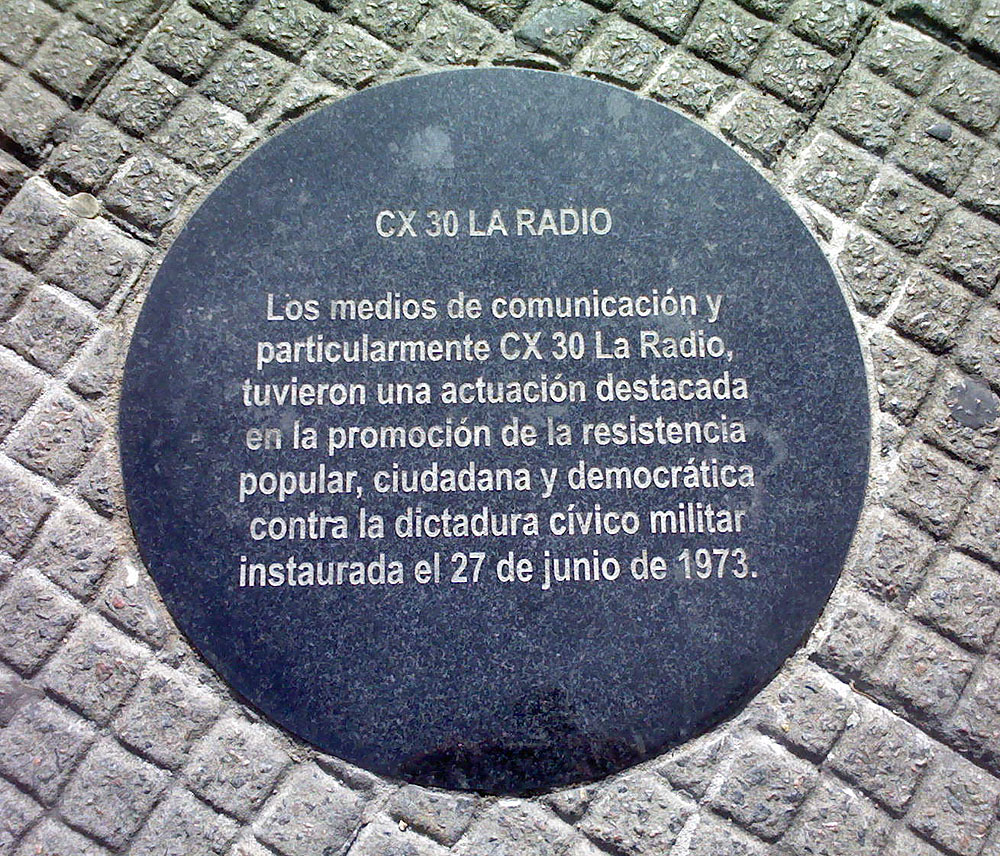
Marca de la Memoria

### Actualidad
En 1987 es adquirida por Alberto Grille, en 1988 al cumplirse un nuevo aniversario de su creación, sus estudios son trasladados a la intersección de la Avenida Agraciada y San Martin. Aunque en 1991 retornaría al entrepiso del Palacio Salvo.
En el año 2014 se coloca sobre la pasiva del Palacio Salvo una marca de la memoria que homenajea a Radio Nacional, por su lucha y defensa de la Democracia.
En 2017 Radio Nacional inauguró sus nuevos estudios que llevan el nombre de «Germán Araújo». Renovando también su grilla de programación, contando también con destacados periodistas y comunicadores.
El 1º de octubre de 2021, bajo la dirección de Edgardo Martirena, CX30 Radio Nacional estrena nueva casa ubicada en la esquina de Cerrito y Juan Carlos Gómez en la Ciudad Vieja de Montevideo. Contando con 3 estudios que llevan los nombres de referentes históricos de "La Radio": Angélica Silva, Germán Araújo, y Omar Gutiérrez. En esta nueva era se impulsa como "La Treinta" (marca coloquial impuesta por la audiencia) demostrando la evolución de esta emisora adaptándose a las nuevos tiempos de la comunicación, pero continuando fiel a su historia de la radiofonía del Uruguay.